# Xã Elizabeth, Quận Lawrence, Ohio
Xã Elizabeth (tiếng Anh: Elizabeth Township) là một xã thuộc quận Lawrence, tiểu bang Ohio, Hoa Kỳ. Năm 2010, dân số của xã này là 2.969 người.